# Coapinola
Coapinola es una localidad del estado mexicano de Guerrero. Es la cabecera del municipio de Ñuu Savi.

## Toponimia
El nombre «Coapinola» proviene de los términos en náhuatl: cuauhpinolli, guapinol; la, lugar. Su significado es «lugar de los guapinoles».

## Demografía
| Gráfica de evolución demográfica |
|                                  |

| Censo | Población |
| ----- | --------- |
| 1900  | 104       |
| 1910  | 256       |
| 1921  | 685       |
| 1930  | 353       |
| 1940  | 154       |
| 1950  | 129       |
| 1960  | 235       |
| 1970  | 311       |
| 1980  | 442       |
| 1990  | 453       |
| 2000  | 386       |
| 2010  | 382       |
| 2020  | 387       |